# Carretera de Nebraska 57
La Carretera de Nebraska 57, y abreviada NE 57 (en inglés: Nebraska Highway 57) es una carretera estatal estadounidense ubicada en el estado de Nebraska. La carretera inicia en el Sur desde la Segmento del Sur NE 91  cerca Leigh - Segmento del Norte NE 98  sur de Carroll hacia el Norte en la Segmento del Sur US 275  norte de Stanton - Segmento del Norte NE 12  norte de Hartington. La carretera tiene una longitud de 93,6 km (58.17 mi).

## Mantenimiento
Al igual que las autopistas interestatales, y las rutas federales y el resto de carreteras estatales, la Carretera de Nebraska 57 es administrada y mantenida por el Departamento de Carreteras de Nebraska por sus siglas en inglés NDOR.

## Cruces
La Carretera de Nebraska 57 es atravesada principalmente en el Segmento del Sur por la  NE 32  sur de Stanton
 NE 24  en Stanton - Segmento del Norte  US 20  en Belden
 NE 84  en Hartington.